# アルキメデス・カミネーロ
- アルキメデス・カミネロ

アルキメデス・エウクリーデズ・カミネロ・オルドニェス（Arquímedes Euclides Caminero Ordóñez、1987年6月16日 - ）は、ドミニカ共和国サントドミンゴ出身の元プロ野球選手（投手）。右投右打。愛称は、キャミー。

## 経歴

### プロ入りとマーリンズ時代
2005年5月25日にフロリダ・マーリンズと契約。
2006年、ルーキー級ドミニカン・サマーリーグ・マーリンズでプロデビュー。18試合に登板して0勝1敗2セーブ、防御率7.36、20奪三振を記録した。
2007年はルーキー級ドミニカン・サマーリーグで16試合に登板し、2勝3敗1セーブ、防御率2.83、48奪三振を記録した。
2008年はルーキー級ガルフ・コーストリーグ・マーリンズ、A-級ジェームズタウン・ジャマーズ、A級グリーンズボロ・グラスホッパーズでプレー。A-級ジェームズタウンでは6試合に登板して1勝0敗、防御率4.91、8奪三振を記録した。
2009年はA-級ジェームズタウン、A級グリーンズボロ、A+級ジュピター・ハンマーヘッズでプレー。A級グリーンズボロでは10試合に登板して0勝0敗、防御率5.65、17奪三振を記録した。
2010年はA級グリーンズボロでプレーし、48試合に登板して5勝2敗3セーブ、防御率3.01、97奪三振を記録した。オフの11月19日にマーリンズとメジャー契約を結び、40人枠入りした。
2011年はトミー・ジョン手術を受けた影響で、ルーキー級ガルフ・コーストリーグで1試合の登板にとどまった。
2012年はA+級ジュピターで19試合に登板して1勝0敗1セーブ、防御率0.44、27奪三振と好投し、7月にAA級ジャクソンビル・サンズへ昇格。12試合に登板して0勝0敗2セーブ、防御率3.06、17奪三振を記録した。
2013年2月20日にマーリンズと1年契約に合意。AA級ジャクソンビルで開幕を迎え、42試合に登板。8月16日にメジャーへ昇格し、同日のサンフランシスコ・ジャイアンツ戦でメジャーデビュー。5点ビハインドの8回表から登板し、1回を無安打無失点1奪三振に抑えた。その後の試合も無失点に抑えていたが、8月28日のワシントン・ナショナルズ戦でセーブ失敗を記録し、試合後にAAA級ニューオーリンズ・ゼファーズへ降格した。ロースターが拡大された9月2日に再昇格。この年は13試合に登板して0勝0敗、防御率2.77、12奪三振を記録した。
2014年3月25日にAAA級ニューオーリンズへ配属され、そのまま開幕を迎えたが、4月9日にメジャーへ昇格。5試合に登板したが、4月21日のアトランタ・ブレーブスでは同点の延長10回裏にエバン・ガティスからサヨナラ2点本塁打を打たれ、メジャー初黒星を喫するなど、5試合で防御率13.50と結果を残せず、4月23日にAAA級ニューオーリンズへ降格した。5月27日にカーター・キャップスが故障者リスト入りしたため、メジャーへ昇格。5月31日のブレーブス戦に登板したが、2回を1失点するなど結果を残せず、6月1日にAAA級ニューオーリンズへ降格した。
2015年1月28日にイチローの加入に伴ってDFAとなった。

### パイレーツ時代
2015年2月4日に金銭トレードで、ピッツバーグ・パイレーツへ移籍した。パイレーツではブルペンの一角に定着し、73試合にリリーフ登板。5勝1敗、防御率3.62、WHIP1.23、3年連続8.0以上となる奪三振率8.8という成績を残し、ブレークを果たした。
2016年もパイレーツのブルペンの一角として、39試合にリリーフ登板。1勝2敗1セーブ、防御率3.51を記録していたが、四球が多くWHIPは1.66と不安定だった。5月24日のアリゾナ・ダイヤモンドバックス戦ではこの日2個目となる死球をニック・アーメドに与え、これが故意ととられ退場処分を受けた。

### マリナーズ時代

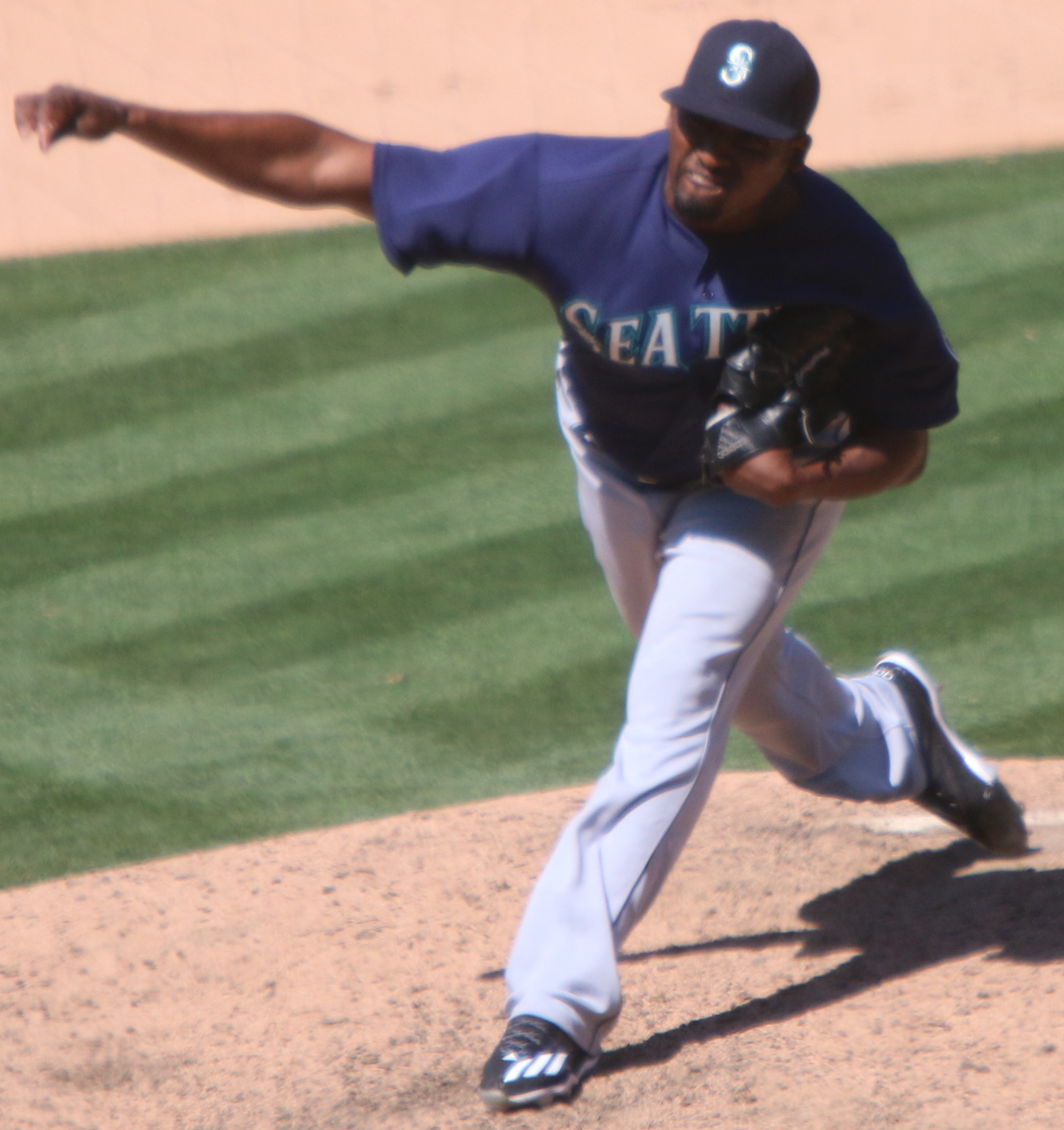
シアトル・マリナーズ時代
(2016年8月14日)

2016年8月6日に後日発表選手とのトレードで、シアトル・マリナーズへ移籍した。マリナーズ加入後は18試合に登板したが、四球増の傾向は改善されず防御率3.66・1勝1敗・WHIP1.63という内容だった。通年では、57試合の登板で防御率3.56・2勝3敗1セーブ・WHIP1.65というものだった。8月31日のテキサス・レンジャーズ戦でエルビス・アンドラスに与えた死球が故意ととられ、死球絡みではシーズン2度目の退場処分を受けた。オフの12月16日にFAとなった。

### 巨人時代
2016年12月17日、読売ジャイアンツとの契約合意が発表された。登録名はアルキメデス・カミネロである。
2017年は概ねシーズンを通してクローザーとして29セーブを挙げた。同年6月14日の福岡ソフトバンクホークス戦で、山口俊、スコット・マシソンのあとを抑え、継投でのノーヒットノーランを達成した。11月28日、1年契約・年俸200万ドル（約2億2000万円）で球団と契約を更新した。
2018年6月14日、ソフトバンク戦で福田秀平に対しての3球目と6球目に162km/hを計測。しかし、防御率は5点台を越えるなど不調が続き、6月30日に一軍登録を抹消された。その後右肘の不調を訴え、8月に渡米。右肘のクリーニング手術を受けていたことが9月12日に発表された。11月16日に戦力外通告を受け退団した。12月2日、自由契約公示された。

### 巨人退団後
2019年1月3日にニューヨーク・メッツとマイナー契約を結んだ。7月15日に契約を解除され、同日にメキシカンリーグのメキシコシティ・レッドデビルズと契約したことを両球団が発表した。2021年限りで退団した。

### 現役引退後
2022年より、ルーキーリーグフロリダ・コンプレックスリーグ（FCL）のヒューストン・アストロズ傘下FCLアストロズ・オレンジの投手コーチに就任した。

## 選手としての特徴
マイナーおよびメジャーでは救援として起用されており、先発起用は一度もない。投法はスリークォーターで、投げた後一塁側に大きく倒れこむのが特徴。持ち球は最速102mph（約164km/h、NPBでの最速は162km/h）・平均98mph（約158km/h）の速球（フォーシーム・ツーシーム）を中心に、平均92mph（約148km/h）のカッター気味のスライダー、平均90mph（約145km/h）のスプリッター、稀に81mph（約130km/h）前後の緩いスライダーを使用した（2016年）。
スライダーとスプリッターが決め球で、特にスプリッターはMLB通算で空振り率23%を記録している。MLB通算の与四球率は4.01と高い。奪三振率はマイナーでは11前後だが、メジャーでは8前後となっている。マーリンズからパイレーツに移籍した2014年から2015年にかけてメジャーでの速球の平均球速が約4mph（約6km/h）上昇した。

## 人物・エピソード
うなぎの蒲焼のタレを好み、天ぷらや寿司にもタレをつけて食べる。
アルキメデス・エウクリーデズという名前は数学好きの父親が付けた。カミネロ自身も幼少期は数学が得意だったという。
家族はリセニア夫人と２女がいる。

## 詳細情報

### 年度別投手成績
| 年 度    | 球 団    | 登 板 | 先 発 | 完 投 | 完 封 | 無 四 球 | 勝 利 | 敗 戦 | セ 丨 ブ | ホ 丨 ル ド | 勝 率 | 打 者 | 投 球 回 | 被 安 打 | 被 本 塁 打 | 与 四 球 | 敬 遠 | 与 死 球 | 奪 三 振 | 暴 投 | ボ 丨 ク | 失 点 | 自 責 点 | 防 御 率 | W H I P |
| -------- | -------- | ----- | ----- | ----- | ----- | -------- | ----- | ----- | -------- | ----------- | ----- | ----- | -------- | -------- | ----------- | -------- | ----- | -------- | -------- | ----- | -------- | ----- | -------- | -------- | ------- |
| 2013     | MIA      | 13    | 0     | 0     | 0     | 0        | 0     | 0     | 0        | 1           | ----  | 52    | 13.0     | 10       | 2           | 3        | 0     | 1        | 12       | 1     | 0        | 4     | 4        | 2.77     | 1.00    |
| 2014     | MIA      | 6     | 0     | 0     | 0     | 0        | 0     | 1     | 0        | 0           | .000  | 31    | 6.2      | 8        | 2           | 4        | 0     | 0        | 8        | 0     | 0        | 8     | 8        | 10.80    | 1.80    |
| 2015     | PIT      | 73    | 0     | 0     | 0     | 0        | 5     | 1     | 0        | 15          | .833  | 318   | 74.2     | 63       | 7           | 29       | 2     | 6        | 73       | 6     | 1        | 31    | 30       | 3.62     | 1.23    |
| 2016     | PIT      | 39    | 0     | 0     | 0     | 0        | 1     | 2     | 1        | 2           | .333  | 187   | 41.0     | 46       | 4           | 22       | 0     | 4        | 32       | 1     | 0        | 17    | 16       | 3.51     | 1.66    |
| 2016     | SEA      | 18    | 0     | 0     | 0     | 0        | 1     | 1     | 0        | 6           | .500  | 93    | 19.2     | 21       | 3           | 11       | 1     | 1        | 18       | 1     | 0        | 14    | 8        | 3.66     | 1.63    |
| '16計    | SEA      | 57    | 0     | 0     | 0     | 0        | 2     | 3     | 1        | 8           | .400  | 280   | 60.2     | 67       | 7           | 33       | 1     | 5        | 50       | 2     | 0        | 31    | 24       | 3.56     | 1.65    |
| 2017     | 巨人     | 57    | 0     | 0     | 0     | 0        | 3     | 5     | 29       | 4           | .375  | 268   | 63.1     | 56       | 4           | 23       | 0     | 4        | 65       | 1     | 0        | 21    | 17       | 2.42     | 1.25    |
| 2018     | 巨人     | 20    | 0     | 0     | 0     | 0        | 1     | 1     | 11       | 2           | .500  | 90    | 18.2     | 27       | 1           | 6        | 1     | 1        | 19       | 2     | 0        | 13    | 12       | 5.79     | 1.77    |
| MLB：4年 | MLB：4年 | 149   | 0     | 0     | 0     | 0        | 7     | 5     | 1        | 24          | .583  | 681   | 155.0    | 148      | 18          | 69       | 3     | 12       | 143      | 9     | 1        | 74    | 66       | 3.83     | 1.40    |
| NPB：2年 | NPB：2年 | 77    | 0     | 0     | 0     | 0        | 4     | 6     | 40       | 6           | .400  | 358   | 82.0     | 83       | 5           | 29       | 1     | 5        | 84       | 3     | 0        | 34    | 29       | 3.18     | 1.37    |

### 年度別守備成績
| 年 度 | 球 団 | 投手（P） | 投手（P） | 投手（P） | 投手（P） | 投手（P） | 投手（P） |
| 年 度 | 球 団 | 試 合     | 刺 殺     | 補 殺     | 失 策     | 併 殺     | 守 備 率  |
| ----- | ----- | --------- | --------- | --------- | --------- | --------- | --------- |
| 2013  | MIA   | 13        | 0         | 0         | 0         | 0         | ----      |
| 2014  | MIA   | 6         | 2         | 0         | 0         | 0         | 1.000     |
| 2015  | PIT   | 73        | 2         | 9         | 0         | 0         | 1.000     |
| 2016  | PIT   | 39        | 1         | 5         | 0         | 0         | 1.000     |
| 2016  | SEA   | 18        | 0         | 1         | 0         | 0         | 1.000     |
| '16計 | SEA   | 57        | 1         | 6         | 0         | 0         | 1.000     |
| 2017  | 巨人  | 57        | 4         | 10        | 1         | 1         | .933      |
| 2018  | 巨人  | 20        | 3         | 4         | 0         | 0         | 1.000     |
| MLB   | MLB   | 149       | 5         | 15        | 0         | 0         | 1.000     |
| NPB   | NPB   | 77        | 7         | 14        | 1         | 1         | .955      |

### 記録

#### NPB
初記録
投手記録
- 初登板：2017年3月31日、対中日ドラゴンズ1回戦（東京ドーム）、9回表に3番手で救援登板・完了、1回無失点
- 初奪三振：同上、9回表にダヤン・ビシエドから空振り三振
- 初セーブ：2017年4月2日、対中日ドラゴンズ3回戦（東京ドーム）、9回表に4番手で救援登板・完了、1回無失点
- 初ホールド：2017年4月14日、対中日ドラゴンズ4回戦（ナゴヤドーム）、3番手で救援登板、2回無失点
- 初勝利：2017年7月30日, 対横浜DeNAベイスターズ17回戦（東京ドーム）、9回表に5番手で救援登板・完了、1回無失点

打撃記録
- 初打席：2017年4月19日、対東京ヤクルトスワローズ2回戦（鹿児島県立鴨池野球場）、8回裏に石山泰稚から二塁ゴロ

### 背番号
- 49（2013年）
- 26（2014年）
- 37（2015年 - 2016年途中）
- 48（2016年途中 - 同年終了）
- 44（2017年 - 2018年）
- 67（2019年途中 - 2021年）

### 登場曲
- 「Sky is the Limit feat.RHYMESTER」lecca（2017年）
- 「Fireball ft. John Ryan」Pitbull（2018年）